# Manlio Legat
Manlio Balilla Legat (ur. 30 sierpnia 1889 w Pianoro, zm. 19 grudnia 1955 w Bolonii) – włoski lekkoatleta specjalizujący się w skoku w dal, skoku o tyczce i wielobojach.
Legat reprezentował Królestwo Włoch podczas V Letnich Igrzyskach Olimpijskich w 1912 roku w Sztokholmie, gdzie wystartował w trzech konkurencjach. W skoku w dal w eliminacjach zaliczył jedynie jedną z trzech prób. W drugim skoku osiągnął odległość 5,50 metrów, co uplasowało go ostatecznie na dwudziestej dziewiątej pozycji. W skoku o tyczce zaliczył w pierwszej próbie wysokość 3,00 m. Przy kolejnej wysokości- 3,20 m, spalił wszystkie trzy próby co pozwoliło mu zająć ostatecznie dwudzieste trzecie miejsce. Legat wystartował także w dziesięcioboju. Po pierwszych trzech konkurencjach (bieg na 100 metrów - 12,10 s, skok w dal - 5,56 m, pchnięcie kulą - 8,23 m) zajmował z 1563.20 punktami 29. pozycję. Do kolejnej konkurencji – skoku wzwyż – nie podszedł.
Reprezentował barwy klubu Sempre Avanti Bologna.
Rekordy życiowe:
- skok o tyczce - 3,47 (1912)